# Mikhaïl Mikhaïlov (basket-ball)
Pour les articles homonymes, voir Mikhaïl Mikhaïlov et Mikhaïlov.
Mikhaïl Aleksandrovitch Mikhaïlov (en russe : Михаил Александрович Михайлов), né le 17 mai 1971 à Tcheliabinsk, dans la République socialiste fédérative soviétique de Russie, est un joueur et entraîneur russe de basket-ball. Il évolue au poste de pivot.

## Palmarès
- Finaliste du championnat du monde 1994
- Finaliste du championnat du monde 1998
- Finaliste du championnat d'Europe 1993
- 3e du championnat d'Europe 1997
- Champion d'Espagne 2000 (Real Madrid)
- Champion de Russie 2001 et 2002 (Ural Great Perm)
- Vainqueur de la Ligue nord européenne de basket-ball 2001 (Ural Great Perm)